# Vlag van El Paso (Texas)

Vlag van El Paso

De vlag van El Paso is sinds 1962 de officiële vlag van de stad El Paso (Texas). Hij bestaat uit een donkerblauw veld met het stadszegel van El Paso in het midden.
De nautische ster is identiek aan de ster op het officiële zegel van de stad en op het officiële zegel van de staat Texas. De stralende zon weerspiegelt de bijnaam van de stad, "De Stad van de Zon". In een informatief document bij de verordening van aanneming wordt ook de symboliek van elk van de kleuren gespecificeerd:
- Goudgeel: Rijkdom van een zonnig klimaat.
- Geelgroen: Hoop, geluk, vruchtbaar land en vitaliteit.
- Wit: Geloof and Zuiverheid
- Blauw: Oprechtheid
- Wijnrood: Gemeenschap, warmte en onderdak.